# Барт Гор
Барт Гор (нід. Bart Goor, нар. 9 квітня 1973, Неерпельт) — бельгійський футболіст, що грав на позиції півзахисника.
Виступав за національну збірну Бельгії.
Чотириразовий чемпіон Бельгії. Володар Кубка Бельгії.

## Клубна кар'єра
Вихованець юнацьких команд футбольних клубів «Бул» та «Вербредеринг Гель».
У дорослому футболі дебютував 1991 року виступами за команду клубу «Вербредеринг Гель», в якій провів п'ять сезонів, взявши участь у 142 матчах чемпіонату.
Протягом 1996—1997 років захищав кольори команди клубу «Генк».
Своєю грою за останню команду привернув увагу представників тренерського штабу клубу «Андерлехт», до складу якого приєднався 1997 року. Відіграв за команду з Андерлехта наступні чотири сезони своєї ігрової кар'єри. Більшість часу, проведеного у складі «Андерлехта», був основним гравцем команди. За цей час двічі виборював титул чемпіона Бельгії.
2001 року уклав контракт з клубом «Герта», у складі якого провів наступні три роки своєї кар'єри гравця. Граючи у складі «Герти» також здебільшого виходив на поле в основному складі команди.
Протягом 2004—2005 років захищав кольори команди клубу «Феєнорд».
З 2005 року знову, цього разу чотири сезони захищав кольори команди клубу «Андерлехт». Тренерським штабом нового клубу також розглядався як гравець «основи». За цей час додав до переліку своїх трофеїв ще два титули чемпіона Бельгії.
Згодом з 2009 по 2013 рік грав у складі команд клубів «Жерміналь-Беєрсхот» та «Вестерло».
Завершив професійну ігрову кар'єру у клубі «Дессел», за команду якого виступав протягом 2013—2014 років.

## Виступи за збірну
1999 року дебютував в офіційних матчах у складі національної збірної Бельгії. Протягом кар'єри у національній команді, яка тривала 10 років, провів у формі головної команди країни 78 матчів, забивши 13 голів.
У складі збірної був учасником чемпіонату Європи 2000 року у Бельгії та Нідерландах, чемпіонату світу 2002 року в Японії та Південній Кореї.

## Досягнення
- Чемпіон Бельгії (4):

«Андерлехт»: 1999–2000, 2000–2001, 2005–2006, 2006–2007
- Володар Кубка бельгійської ліги (1):

«Андерлехт»: 1999—2000
- Володар Кубка Бельгії (1):

«Андерлехт»: 2007—2008
- Володар Суперкубка Бельгії (3):

«Андерлехт»: 2000, 2006, 2007
- Володар Кубка німецької ліги (2):

«Герта»:  2001, 2002